# Тану-Христофилу, Василики
Василики́ Та́ну-Христофи́лу (греч. Βασιλική Θάνου-Χριστοφίλου; род. 3 ноября 1950, Халкис, Эвбея) — греческая судья, председатель Верховного суда Греции с 1 июля 2015 по 2017 год. С 27 августа по 21 сентября 2015 года возглавляла переходное правительство Греции.

## Биография
Родилась в 1950 году в городе Халкис, окончила Школу права Афинского университета, стажировалась в Париже со специализацией в европейском праве. С 1975 года работает в судебной системе, в 1992 году назначена председателем суда первой инстанции, в 1996 году перешла в апелляционный суд, в 2005 году стала председателем апелляционного суда, в 2008 году вошла в состав Верховного суда Греции, в 2014 году стала заместителем его председателя, с 1 июля 2015 года — председатель. С 2009 года преподаёт гражданское право в Национальной школе судей. В качестве самого старшего по возрасту среди заместителей председателей трёх высших судебных инстанций Греции (Государственный совет, Верховный суд, Арбитражный суд) Тану-Христофилу также заняла кресло председателя Выборного суда, в чью компетенцию входит рассмотрение жалоб на нарушение закона при организации выборов и референдумов. Замужем, имеет троих детей.
27 августа 2015 года после отставки премьер-министра Алексиса Ципраса президент Греции Прокопис Павлопулос на основании Конституции поручил Тану-Христофилу как председателю Верховного суда Греции возглавить переходное правительство на период до проведения досрочных парламентских выборов в сентябре 2015 года, вследствие чего Василики Тану-Христофилу стала первой женщиной во главе греческого правительства. Решение президента стало неизбежным после того, как лидер оппозиции Вангелис Меймаракис, а также лидер отколовшегося от правящей партии СИРИЗА крайне левого Народного единства Панайотис Лафазанис не смогли сформировать кабинет.

### Во главе правительства
28 августа 2015 года переходное правительство принесло присягу. Известный экономист и участник переговоров с Евросоюзом по вопросу урегулирования долгового кризиса Гиоргос Холиаракис получил портфель министра финансов, опытный дипломат Петрос Моливиатис, в прошлом дважды занимавший должность министра иностранных дел, вновь возглавил внешнеполитическое ведомство, популярная певица Алкистис Протопсалти стала министром туризма.
Через неделю после вступления в должность ей пришлось принимать решение по сложному вопросу. США потребовали закрыть воздушное пространство для самолётов России, оказывающих гуманитарную помощь Сирии, где шла гражданская война. Правительство отказало в этом американским партнёрам.
21 сентября 2015 года Тану-Христофилу вновь передала руководство Ципрасу, одержавшему победу на досрочных парламентских выборах.